# Eitel Dietrich von Gemmingen (1513–1568)
Eitel Dietrich von Gemmingen (* 1513; † 10. Oktober 1568) war Grundherr in Steinegg.

## Leben
Er war ein Sohn des Dietrich VIII. von Gemmingen († 1542) und der Katharina von Neuhausen (1481–1563) aus der Linie Steinegg der Freiherren von Gemmingen. Bei der Teilung des Besitzes seines Vaters 1547 fiel ihm Steinegg zu, während sein Bruder Dietrich Tiefenbronn erhielt. 1548 erwarb er von Dietrich dessen jenseits der Würm gelegenen Besitz. Am 7. April 1567 teilte er seinen Besitz in Eßlingen unter seinen Söhnen auf.
Sein Grabmal ist in der Kirche St. Maria Magdalena in Tiefenbronn erhalten, ebenso das Grabmal seiner zweiten Gattin sowie das von deren Tochter Helene († 1553) aus erster Ehe.

## Familie
Er war ab 1544 verheiratet mit Ursula von Ehingen († 1549). 1550 ging er eine zweite Ehe mit Amalia Adelmann von Adelmannsfelden († 1563) ein, der Witwe des Hieronymus von Vellberg. 
Nachkommen:
- Hans Pleikard (1546–1603) ⚭ Anna Elisabeth von Venningen
- Katharina ⚭ Ernst von Frauenberg
- Sibylla ⚭ Hans Truchsess von Höfingen
- Bernhard († 1579), Soldat in spanischen Diensten, gefallen in den Niederlanden